# José Vitti
José Antônio Vitti  (Goiânia, 26 de novembro de 1976) é um político brasileiro que serviu como deputado estadual por Goiás durante 2 mandatos, atualmente sem partido.

## Carreira
Exerce a presidência do Grupo Vitti, formado atualmente pelas empresas Goiasfiller, Goiascal e ZV Agropecuária.
Integra o Sindicato das Indústrias de Calcário, Cal e Derivados dos Estados de Goiás, Tocantins e Distrito Federal (Sininceg), tendo assumido a presidência em 2006 e faz parte da Federação das Indústrias do Estado de Goiás (Fieg) e da Associação Brasileira dos Produtores de Calcário Agrícola (Abracal). O advogado também é parte do quadro de Agentes de Proteção da Vara da Infância e Juventude da Comarca de Goiânia, apoiando campanhas de divulgação dos direitos de crianças e adolescentes. Em 2009, fundou o Instituto José Vitti.
Em sua primeira eleição, elegeu-se deputado estadual com mais de 35 mil votos pelo PSDB.